# Zakład Naukowo-Wychowawczy Sióstr Niepokalanek w Jazłowcu
Zakład Naukowo-Wychowawczy Sióstr Niepokalanek w Jazłowcu – klasztor oraz placówka naukowa, ze szkołą o statusie gimnazjum, założona w 1863 r. i prowadzona przez Niepokalanki w Jazłowcu k. Buczacza na Podolu w latach 1863–1939. W okresie II Rzeczypospolitej (1920–1939) słynna już szkoła i znana w całym kraju jako "Jazłowiec", składała się z liceum ogólnokształcącego oraz seminarium gospodarczego wraz z internatem i uważana była za czołowe żeńskie gimnazjum w Polsce.

## Historia i zasady

### Zgromadzenie
Do stworzenia nowego zgromadzenia Niepokalanek w drugiej połowie XIX-go w. w Rzymie, oprócz Marceliny Darowskiej, przyczynili się księża Aleksander Jełowicki, Hieronim Kajsiewicz oraz Józefa Karska, współzałożycielka, i od listopada 1859 r. pierwsza matka generalna zakonu. W międzyczasie, Darowska szukała na terenie Galicji w zaborze Austro-Węgierskim obiektu na klasztor i szkoły. Taki obiekt znalazł się na Podolu w podupadłej mieścinie, Jazłowcu, niegdyś historycznie znaczącym grodzie, gdzie właściciel majątku, Krzysztof Błażowski, został ofiarodawcą swego rozległego pałacu po Poniatowskich na cel patriotyczny. Pod koniec 1860 zmarła chorowita Józefa Karska w Rzymie i po roku, przyjechawszy wcześniej z Polski do Rzymu, w 1862 Darowska została mianowana przełożoną generalną na jej miejscu.
Darowska przybyła do Jazłowca w 1863, wraz z siedmioma zakonnicami, celem uruchomienia szkoły średniej z internatem dla córek z dostojnych rodzin z wszystkich zaborów Polski i szkoły elementarnej dla dzieci z okolicy, pod opieką nowego zgromadzenia.

### Zasady szkolne
Darowska okazała się prekursorką nowoczesnego stylu wychowania, tzn. odrzucającego zasadę z tamtych czasów „ślepego posłuszeństwa”. W swoich wskazówkach wychowawczych, pisała: 

Zatarcie charakteru, niodpowiedzenie zdolnościom, zniszczenie indywidualności, typu, niepodążanie drogą swoją – jest niewiernością, jest rozminięciem się z przeznaczeniem, jest nieszczęściem. Istoty „nijakie”, istoty ze względów na drugich zacierające cechę osobowości swojej, są zwykle liche albo umysłem albo charakterem.

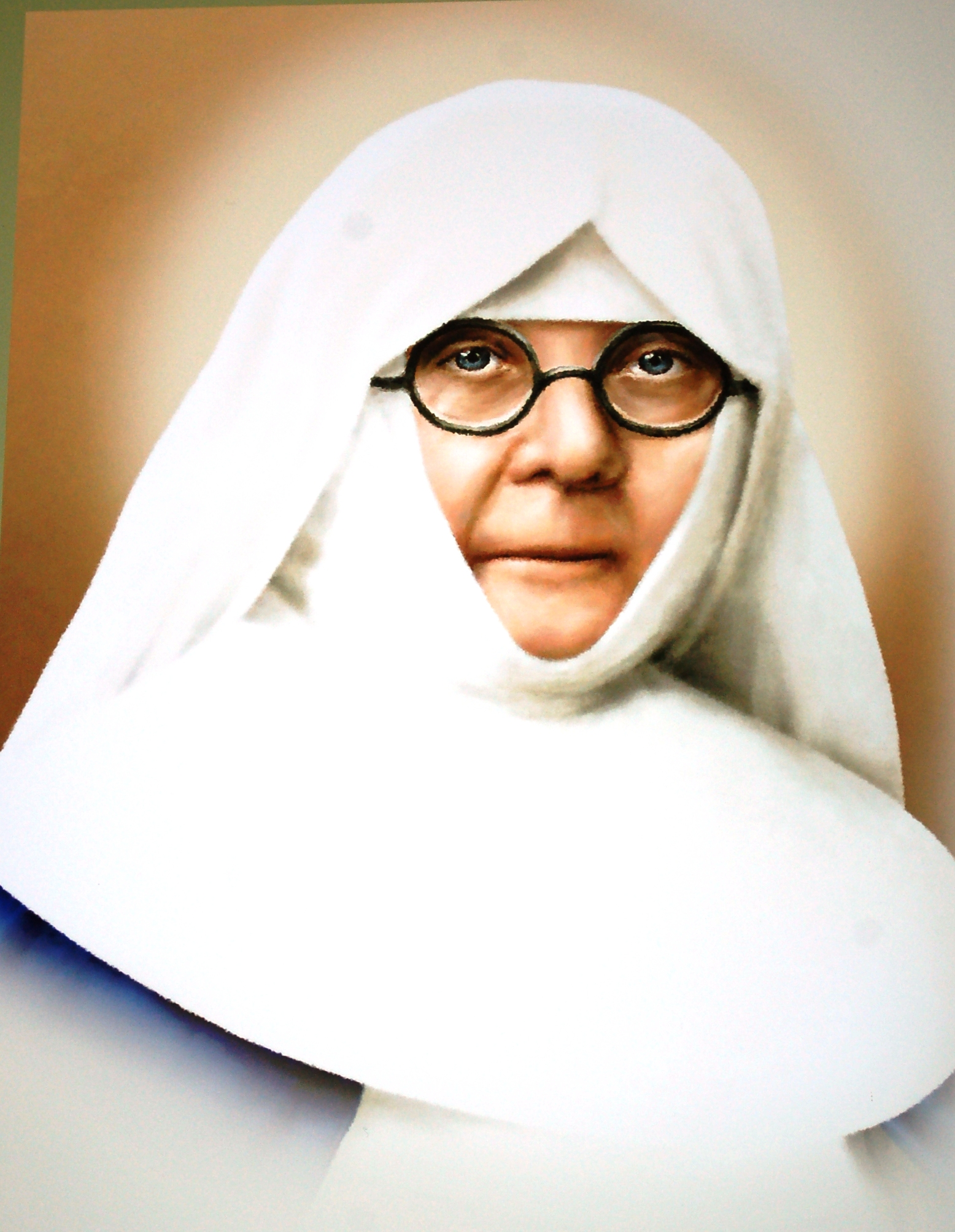
Marcelina Darowska

System wychowawczy opracowany przez nią i opisany na jej Karteczkach, zawierał cztery punkty:
- Nauczyć dzieci żyć Bogiem
- Nauczyć, żeby były dobrymi Polakami
- Nauczyć, żeby kochały obowiązek
- Nauczyć dzieci myśleć

Przez 10 lat Marcelina Darowska osobiście prowadziła w szkole w Jazłowcu katechizację dzieci.

### Program nauczania
Program nauczania zakładu pokrywał się programem zalecanym dla klasycznych gimnazjów państwowych. Był na tyle rozszerzany w różnych okresach, że oprócz języka i literatury polskiej, były także francuski, niemiecki i rosyjski. Na dobrym poziomie stały historia, geografia, matematyka i nauki ścisłe oraz religia. Dodatkowo były lekcje gry na instrumentach muzycznych i śpiewu oraz rysunku i malarstwa. Popularna wśród wielu uczennic była lekkoatletyka.

## Patronat
Wydarzeniem w historii szkoły było przybycie, a następnie coroczne wizytacje abp. Zygmunta Feliksa Felińskiego, arcybiskupa metropolity warszawskiego. W sierpniu 1883 poświęcił on w Jazłowcu posąg Matki Bożej, wykonany z białego marmuru carraryjskiego przez emigranta polskiego w Rzymie, Oskara Sosnowskiego.

## Losy szkoły

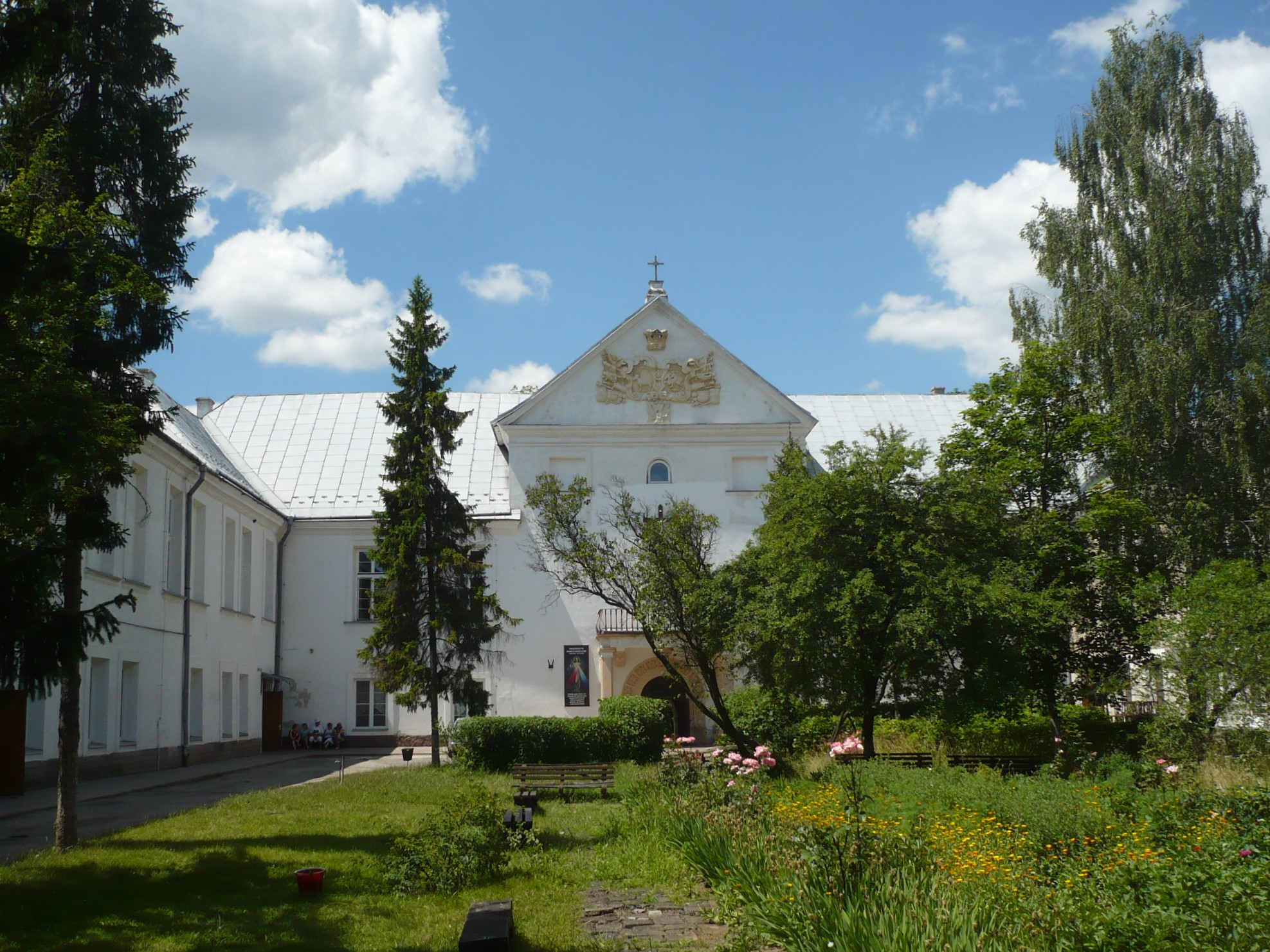
współczeny budynek pałacu

Od początku, Jazłowiec cieszył się popularnością do takiego stopnia iż Darowska i kadra nauczycielska zdecydowały po dziesięciu latach istnienia zakładu że był czas na nowy projekt. Tym razem nowa fundacja została utworzona w Jarosławiu w majątku, gdzie przed Kasatą, urzędował klasztor Jezuitów. Mimo wojen, I wojna światowa i Wojna polsko-bolszewicka, Wojna polsko-ukraińska, kiedy to 14 Pułk Ułanów Jazłowieckich zwyciężył na polu bitwy, szkoła przetrwała aż do II wojny światowej. We wrześniu 1939 uczennice już nigdy nie wróciły do Jazłowca i Niepokalanki razem z statuą Matki Bożej Jazłowieckiej zmuszone były opuścić klasztor i mogiły zmarłych sióstr wraz z grobowcem Marceliny Darowskiej, ostatecznie w 1946 r..

## Ludzie związani z zakładem i klasztorem
- Marcelina Darowska - założycielka

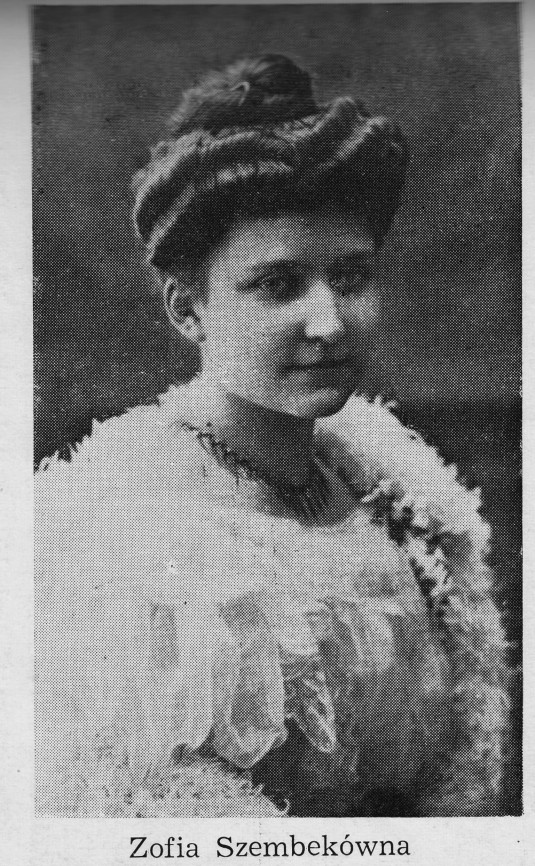
Zofia Szembekówna

- Zygmunt Szczęsny Feliński - arcybiskup warszawski, wizytator'
- Anna Komornicka - uczennica, polska filolog i nauczyciel akademicki
- Celina Michałowska - malarka, pisarka, siostra zakonna[12].
- Bogumiła Noiszewska - lekarz, siostra zakonna
- Maryna Okęcka-Bromkowa - uczennica, dziennikarka, literatka, folklorystka
- Pelagia Popławska - uczennica, lekarka, inicjatorka Warszawskiego Towarzystwa Pomocy Lekarskiej i Opieki nad Psychicznie i Nerwowo Chorymi
- Maria Rodziewiczówna - uczennica, pisarka
- Adam Stefan Sapieha - kapelan klasztoru i zakładu[13].
- Marcella Sembrich - uczennica, śpiewaczka operowa
- Laetitia Maria Szembek - przełożona w Jazłowcu
- Krystyna Skarbek - uczennica, agent SOE w okresie II wojny światowej[14].
- Zofia Szembekówna - archeolog, etnograf amator, nauczycielka, przełożona w Jazłowcu
- Zofia Stefania Ustyanowicz - siostra zakonna
- Anna Turowiczowa - uczennica, tłumacz
- Karolina Żurowska - uczennica, ziemianka, przedsiębiorca